# Luke Hoß
Luke Rolf Hoß (* 3. September 2001 in Stuttgart-Bad Cannstatt) ist ein deutscher Politiker (Die Linke, zuvor Bündnis 90/Die Grünen) und seit 2025 Mitglied des Deutschen Bundestages für den Wahlkreis Passau.

## Leben
Hoß wuchs zusammen mit seinem Bruder bei seiner alleinerziehenden Mutter auf. Er legte 2020 sein Abitur in Fellbach ab und arbeitete danach zunächst in einem Metallbetrieb. 2021 begann er ein Studium der Rechtswissenschaften an der Universität Passau. Ab 2023 war er Stipendiat der Rosa-Luxemburg-Stiftung.

## Politische Tätigkeit
2021 war Hoß Mitglied der Grünen Jugend und trat der Partei Bündnis 90/Die Grünen bei, verließ die Partei aber wegen ihren Positionen in der Migrationspolitik wieder. Er trat 2023 in Die Linke ein und wurde 2024 zum Vorsitzenden des Kreisverbandes Passau sowie in den Bezirksvorstand Niederbayern gewählt.
Hoß erhielt bei der Bundestagswahl 2025 im Bundestagswahlkreis Passau 2,9 Prozent der Erststimmen und zog über den Platz 4 der bayerischen Landesliste in den 21. Deutschen Bundestag ein. Er kündigte an, 2.500 Euro seiner Abgeordnetenentschädigung zu behalten und den nach Zahlung von Steuern, Sozialabgaben und Mitglieds- sowie Mandatsträgerbeiträgen an die Partei übrigen Betrag zu spenden. Er ist der erste in diesem Jahrtausend geborene Abgeordnete des Bundestags. Zudem war er zu Beginn der 21. Wahlperiode der jüngste Abgeordnete im Deutschen Bundestag und wurde dabei im August 2025 von seiner nachgerückten Fraktionskollegin Lisa Schubert abgelöst.
Im 21. Deutschen Bundestag ist Hoß Mitglied im Ausschuss für Recht und Verbraucherschutz.

## Weitere Mitgliedschaften
- Gewerkschaft Erziehung und Wissenschaft
- Vereinigung Demokratischer Juristinnen und Juristen
- Bund für Umwelt und Naturschutz Deutschland Bayern